# José Domingos
Pour les articles homonymes, voir Domingos (homonymie).
José Domingos Fernandes est un footballeur portugais né le 31 octobre 1954 à Sarilhos Pequenos. Il évoluait au poste d'attaquant.

## Biographie
Formé au sein de l'équipe junior du Benfica Lisbonne, Domingos intègre l’équipe première en 1975. Sa présence au sein du prestigieux club lisboète reste toutefois limitée, avec seulement 8 apparitions en championnat sans marquer de buts au cours de deux saisons. Il quitte alors Benfica à la recherche de davantage de temps de jeu et rejoint le GD CUF, où il connaît davantage de succès sur le plan personnel. Lors de cette période, Domingos inscrit 5 buts en 19 matchs, attirant ainsi l'intérêt d’autres clubs portugais,.
En 1977, il s’engage avec le CD Feirense, où il réalise une saison notable avec 6 buts en 26 matchs de championnat. Ces performances lui valent un transfert au Varzim SC, où il évoluera de 1978 à 1981. En trois saisons avec Varzim, Domingos dispute un total de 72 rencontres en championnat et inscrit 7 buts, contribuant ainsi de manière régulière au sein de l’équipe,.
Après son passage au Varzim, Domingos continue sa carrière dans plusieurs clubs de divisions inférieures, dont l'Amora FC, Benfica Castelo Branco (en), et l'UD Leiria. Son efficacité offensive se manifeste lors de son passage à Caldas SC, avec 2 buts marqués au cours de la saison 1985-1986. Il termine finalement sa carrière professionnelle au club du Nazarenos en 1987,.

## Palmarès
Benfica
- Championnat du Portugal :
  - Champion : 1975-76